# CHANGE (Every Little Thingのアルバム)
『CHANGE』（チェンジ）は、日本の音楽グループEvery Little Thingが2010年3月24日に発売した9枚目のオリジナルアルバムである。

## 解説
オリジナルアルバムとしては前作から約2年振り。
本作では元メンバーの五十嵐充をサウンドプロデューサーに迎えており、2000年の3rdアルバム『eternity』以来10年ぶりにアルバム製作に参加した。そのため、五十嵐が作詞や作曲した曲が多数収録されており、全曲がプログラミング主体となっている。
初回限定盤はDVD付きで、本作収録のシングルのビデオ・クリップやオフショット、2009年に行われたクリスマスライブの映像などが収録されている。
2008年に発売された35thシングル「あたらしい日々／黄金の月」は本作には収録されていない。
持田香織の32歳の誕生日に発売されているが、「特別それを狙ったわけではない」とコンサートのMCで語っている。

## 収録曲

### CD
1. Change
作詞：持田香織 / 作曲：五十嵐充 / 編曲：五十嵐充 & Every Little Thing
38thシングル。ELT初のアルバム表題曲。
英会話イーオン企業CMイメージソング
2. 青い煌めき
作詞・作曲：五十嵐充 / 編曲：五十嵐充 & Every Little Thing
3. spearmint
作詞・作曲：五十嵐充 / 編曲：五十嵐充 & Every Little Thing
36thシングル「DREAM GOES ON」のカップリング曲。
4. 忘れえぬ人
作詞：持田香織 / 作曲：菊池一仁 / 編曲：中野雄太 & Every Little Thing
インストを除き、本作では五十嵐以外の人物による作曲はこの曲と次曲「12ヶ月」のみ。
5. 12ヶ月
作詞：五十嵐充 / 作曲：菊池一仁 / 編曲：中野雄太 & Every Little Thing
五十嵐は作詞のみの担当で、外部の作曲家による作曲という珍しい体制で製作された楽曲。
6. Heart Rate Of The City (Instrumental)
作曲：伊藤一朗　/ 編曲：中村康就 & 伊藤一朗
インスト。
7. 真夜中のハイウェイ
作詞：持田香織 / 作曲：五十嵐充 / 編曲：五十嵐充 & Every Little Thing
8. DREAM GOES ON
作詞：持田香織 / 作曲：五十嵐充 / 編曲：五十嵐充 & Every Little Thing
36thシングル。
NHK総合系金曜ドラマ「派遣のオスカル〜少女漫画に愛をこめて」主題歌
9. スケッチブック
作詞・作曲：五十嵐充 / 編曲：五十嵐充 & Every Little Thing
10. Snowscape (Instrumental)
作曲：伊藤一朗 / 編曲：中村康就 & 伊藤一朗
インスト。
11. 蓮 -れん-
作詞：持田香織 / 作曲：五十嵐充 / 編曲：五十嵐充 & Every Little Thing
レコチョクで2010年3月10日から着うたフルが先行配信されている。
12. 冷たい雨 (Album version)
作詞：持田香織 / 作曲：五十嵐充 / 編曲：五十嵐充 & Every Little Thing / ストリングス＆木管アレンジ：弦一徹）
37thシングルのアレンジ。

### DVD
1. 「DREAM GOES ON」Music Video
2. 「DREAM GOES ON」Off Shot
3. 「冷たい雨」Music Video (Music Clip ver.)
4. 「Change」Music Video
5. 「Change」Off Shot
6. from "Premium Xmas Concert 2009"
  1. 「Silent Night」
  2. 「恋をしている」
  3. 「スイミー」
7. Behind The "MEET" volume 01

## 演奏
- 持田香織：Vocals, Backing Vocals
- 伊藤一朗：Electric Guitar, Acoustic Guitar
- 五十嵐充
  - Keyboards, Programming (#1.2.3.7.8.9.11.12)
  - Manipulate (#1-5.7.8.9.11.12)
- 中村康就：Keyboards, Piano, Programming (#6.10)
- 中野雄太：Keyboards, Programming (#4.5)
- 弦一徹ストリングス：Strings (#12)
- 庄司さとし：Oboe (#12)
- 高桑英世：Flute (#12)